# Glasnost'
Glasnost' (in russo гла́сность? , [ˈɡɫɑsnəsʲtʲ]) è una parola russa che significa letteralmente "pubblicità" nel senso di "dominio pubblico"; tradotta più spesso con "trasparenza".

## Storia
È stata utilizzata da Michail Gorbačëv, a partire dal 1986, per identificare una nuova attitudine a non celare le difficoltà, a discuterne liberamente "in modo trasparente" e criticamente. L'insieme delle riforme poste in essere nel modo di selezionare i quadri del PCUS, al fine di combattere la corruzione e i privilegi dell'apparato politico prese invece il nome di perestrojka ("ricostruzione"). Glasnost' indica dunque un'attitudine, mentre perestrojka una politica.
In senso più ampio, glasnost' è stata poi utilizzata, sempre in associazione a perestrojka, anche per indicare tutte quelle politiche volte ad attuare una più ampia e più limpida circolazione dell'informazione nell'Unione Sovietica. Si procedette all'ampliamento delle maglie della censura concedendo una graduale libertà di stampa; si procedette quindi alla graduale liberazione dei dissidenti. La politica di glasnost' subì quasi subito una battuta d'arresto quando nell'aprile del 1986 nella cittadina ucraina di Černobyl', si verificò una gravissima catastrofe nucleare e la notizia venne tenuta nascosta per diversi giorni. In seguito questa politica venne ripresa con vigore.

## Obiettivi
La finalità di Gorbačëv nell'introdurre la trasparenza nel dibattito politico e nella società civile in Unione Sovietica, era quella di mettere in difficoltà i conservatori appartenenti al PCUS che si opponevano alla sua politica di riforma, la perestrojka. Si trattava inoltre di combattere un male culturale storico sovietico: l'abitudine oramai generalizzata a sostituire al dibattito e alla discussione la propaganda, la retorica, l'occultamento dei problemi e delle responsabilità, attitudine che impediva la ricerca della soluzione anche di problemi minimi e banali. Mikhail Gorbačëv sperava inoltre che attraverso una maggiore apertura, dibattiti e partecipazioni, il popolo sovietico avrebbe sostenuto la sua perestrojka, prendendovi parte direttamente.

## Aree di influenza
Mentre nell'occidente la nozione di glasnost' è associata con la libertà di parola, lo scopo principale di questa politica era di rendere la direzione del paese trasparente e aperta al dibattito, ampliando la partecipazione rispetto alla ristretta cerchia degli apparatčik, che esercitavano un controllo totale sulla vita pubblica, oltre che sull'economia.
La glasnost' diede nuove libertà alle persone, come quella di parola, un cambiamento radicale nel sistema sovietico, nel quale la censura e la soppressione delle critiche al governo e al partito è sempre stata fondamentale. Introdusse anche una maggiore libertà per i mezzi di comunicazione di massa. Verso la fine degli anni '80 il governo sovietico fu sottoposto ad una crescente critica e i cittadini sovietici iniziarono a manifestare opinioni che convergevano nel giudizio fallimentare sul regime sovietico.

## Effetti
L'allentamento della censura risultò in una perdita da parte del Partito Comunista del controllo dei mass media. Dopo lungo tempo, e non senza imbarazzo da parte delle autorità, i mezzi di comunicazione cominciarono a esporre i seri storici problemi economici e sociali che il regime sovietico aveva per lungo tempo negato e nascosto. L'attenzione dell'opinione pubblica cominciò così a focalizzarsi sulla povertà degli alloggi, sulle carenze di cibo, sull'alcolismo, sul diffuso inquinamento, sul rialzo degli indici di mortalità e sul ruolo subordinato delle donne.
Inoltre, grazie alla glasnost', si acquisì una maggiore consapevolezza degli orrori commessi dal partito comunista e dal regime sotto la guida di Stalin: dopo la denuncia di Nikita Sergeevič Chruščёv, che aveva condannato il culto della personalità di Stalin, vi era stato un limitato (per quanto scioccante) dibattito pubblico sulle atrocità che erano state perpetrate. In seguito alla sua defenestrazione era subentrata una "normalizzazione" che aveva riportato in secondo piano la consapevolezza della propria storia. La visione idilliaca e propagandistica della vita sovietica, che era stata per lungo tempo presentata al mondo e al popolo dalle fonti di informazione ufficiali, venne rapidamente smantellata, mettendo in luce tutti gli aspetti negativi della società, cosa che avrebbe progressivamente minato le fondamenta del sistema sovietico, fino a determinarne il crollo.
L'apertura politica, peraltro, continuò a produrre conseguenze inaspettate: alle elezioni per le assemblee regionali delle repubbliche costituenti, i nazionalisti presero il sopravvento; così, tanto più Gorbačëv indeboliva i mezzi di repressione politica, tanto più indebolita ne usciva la capacità del governo di Mosca di imporre il proprio volere sulle repubbliche sovietiche. Durante gli anni ottanta crebbero molto le tendenze indipendentistiche, soprattutto per le repubbliche baltiche di Estonia, Lituania e Lettonia, che erano state annesse provvisoriamente all'URSS da Stalin nel 1940, e definitivamente dopo la seconda guerra mondiale. Il sentimento nazionalista prese piede anche in repubbliche apparentemente più integrate alla realtà sovietica, come l'Ucraina, la Georgia e l'Azerbaijan.
A partire dalla metà degli anni ottanta le repubbliche baltiche si avvalsero delle novità introdotte da glasnost' e perestrojka per difendere i loro diritti alla difesa dell'ambiente, dei monumenti storici e, in seguito, della sovranità e dell'indipendenza. A queste rivendicazioni il Cremlino, che nel 1989 abbandonerà la dottrina Brežnev, reagì in modo assai diverso dalla sua tradizione, rinunciando ad immediati interventi repressivi, come ad esempio fu invece il caso della rivoluzione ungherese del 1956 e, successivamente, per la Cecoslovacchia nel 1968. Questa circostanza provocò malumori nei settori conservatori del partito e dell'Armata Rossa.
Il rinascente nazionalismo finì per costituire un'autentica sfida per la sopravvivenza dell'Unione. Gli interventi ci saranno, tardivi, come l'attacco militare alla Torre della Televisione di Vilnius del 13 gennaio 1991 che causò la morte di 14 indipendentisti lituani e il ferimento di alcune centinaia, ma il processo disgregatore centrifugo era già a uno stadio irreversibile (la RSS Lituana, ad esempio, aveva dichiarato l'indipendenza dall'Unione Sovietica l'11 marzo 1990).
L'ascesa del nazionalismo portò anche a una serie di tensioni etniche. Per esempio, nel febbraio 1988, il Nagorno Karabakh, una regione a prevalenza etnica armena inclusa alla RSS Azera, promulgò una legge di annessione alla RSS Armena. La televisione sovietica parlò di violenze contro la minoranza azera nella regione, dando inizio a una serie di massacri di armeni nella città azera di Sumgait.

Le libertà che scaturivano dalla glasnost' permisero un maggiore contatto dei cittadini sovietici con il mondo occidentale, soprattutto gli Stati Uniti. Furono allentate le restrizioni per i viaggiatori, permettendo un maggiore contatto culturale e una certa apertura economica. Per esempio, un luogo di ritrovo particolarmente importante era presso San Francisco nel Dakin Building, da allora di proprietà del filantropo americano Henry Dakin che ebbe intensi contatti con la Russia:
Nella seconda metà degli anni ottanta, quando la glasnost' e la perestrojka portarono alla dissoluzione dell'URSS, il Dakin Building fu la sede di una serie di gruppi il cui obiettivo era facilitare i contatti tra Stati Uniti d'America e Russia. Tra questi, il "Centro per le iniziative USA-URSS", che aiutò più di mille americani a visitare l'Unione Sovietica e più di 100 cittadini sovietici a visitare gli Stati Uniti.
Se è vero che molti prigionieri politici e molti dissidenti furono rilasciati nello spirito della glasnost', è necessario dire che gli interventi di Gorbačëv, la glasnost' e la perestrojka per riformare l'Unione Sovietica, non ebbero l'effetto sperato: nel 1991 l'URSS si dissolse in seguito a un fallito golpe da parte di personalità dell'ala conservatrice del PCUS.